# リシニンニトリラーゼ
リシニンニトリラーゼ(ricinine nitrilase, EC 3.5.5.2)は、以下の化学反応を触媒する酵素である。
リシニン + 2 H2O {\displaystyle \rightleftharpoons } 3-カルボキシ-4-メトキシ-N-メチル-2-ピリドン + アンモニア
従って、この酵素の2つの基質は、リシニンと水、一方、2つの生成物は、3-カルボキシ-4-メトキシ-N-メチル-2-ピリドンとアンモニアである。
この酵素は、加水分解酵素の中で、ペプチド結合以外の炭素-窒素結合、特にニトリルに作用するものとして分類される。系統名は、リシニン アミノヒドロラーゼ(ricinine aminohydrolase)である。この酵素は、窒素代謝に関与している。